# Zornia pratensis
Zornia pratensis är en ärtväxtart som beskrevs av Milne-redh.. Zornia pratensis ingår i släktet Zornia och familjen ärtväxter.

## Underarter
Arten delas in i följande underarter:
- Z. p. barbata
- Z. p. pratensis